# Ружейніков Віктор Тимофійович
Віктор Тимофійович Ружейников (1908, Ростовська область — 1986, Одеса) — український радянський педагог, кандидат педагогічних наук, доцент, учасник німецько-радянської війни,  завідувач кафедри педагогіки Одеського державного університету ім. І. І. Мечникова.

## Біографія
В. Т. Ружейніков народився 17 (30) вересня 1908 року на хуторі Лозкий нині Ростовської області РФ.
В 1930 році закінчив літературно-лінгвістичне відділення педагогічного факультету Ростовського державного університету, а у 1936 році — аспірантуру.
З червня 1941 року до жовтня 1945 року перебував у лавах Червоної Армії. Воював у складі 2-ї Повітряної армії. До березня 1943 року був помічником начальника стройового відділу 450-го батальйону аеродромного обслуговування, потім до вересня 1943 року - комендантом аеродрому в тому ж батальйоні, з вересня 1943 року - помічником командира батальйону
У складі 2-ї повітряної армії пройшов війну від Кавказу до Берліна, закінчивши її у званні майора. Учасник Параду Перемоги 24 червня 1945 року в Москві.
Після  війни  викладав в Одеському педагогічному інституті імені К. Д. Ушинського, в  Одеському  педагогічному інституті іноземних мов (ОПІІМ) завідував кафедрою  педагогіки і психології.
В 1947 році захистив дисертацію "Кінофікований урок" на здобуття наукового ступеня кандидата педагогічних наук. [1]  Згодом присвоєно вчене звання доцента.
У 1945–1948 роках брав участь у підготовці на базі одеської школи № 90 вчителів для молодшої школи Одеської та Миколаївської областей, працюючи у державній екзаменаційній комісії.
З 1948 року працював в Одеському державному університеті імені і. І. Мечникова, в 1960 - 1966 роках обіймав посаду завідувача кафедри педагогіки.
Помер в 1986 році в Одесі.

## Наукова діяльність
Як вчений вивчав історію педагогіки, шляхи активізації викладання педагогіки [4], використання технічних засобів навчання у  навчальному процесі [3],  досліджував, як кіно і телебачення  впливають на процес навчання. Його рекомендації стали подальшим кроком на шляху втілення різноманітних технічних засобів у навчальний процес як у загальноосвітній, так і вищій  школі,
Є автором понад 30 опублікованих праць.

#### Праці
- Методика використання кіно на уроці/ В. Т. Ружейніков.// Наукові записки Одеського державного педагогічного інституту ім. К. Д. Ушинського. – 1947. – Т. VIII. – С. 177 – 190.
- Пути активизации преподавания педагогики/ В. Т. Ружейников.//Советская педагогика.  – 1948.  – № 2.  – С. 84 - 90.[2]
- Використання телебачення у навчальних цілях/ В. Т. Ружейніков.// Радянська школа. – 1959. – № 5. – С. 49 – 53.
- Методика підготовки і читання лекцій на педагогічні теми/ В. Т. Ружейніков. – К., 1963. – 23 с.
- Применение технических средств в обучении/ В. Т. Ружейников. – Одесса, 1966. – 28 с.

## Нагороди
- Орден Червоної Зірки (1944)
- Медалі «За відвагу», «За бойові заслуги»,  «За оборону Кавказу»
- Знак "Відмінник освіти УРСР" (1952)

## Див
- (рос.) Кинофицированый урок (1947).[1]
- (рос.) Пути активизации преподавания педагогики[2].
- (рос.) Применение технических средств в обучении[3]
- Методика підготовки і читання лекцій на педагогічні теми[4]